# Soupe au pistou
La soupe au pistou est une soupe aux légumes d'été provençale, avec des pâtes, servie avec du pistou, un mélange pilé d'ail, d'huile d'olive et de basilic.

## Le pistou

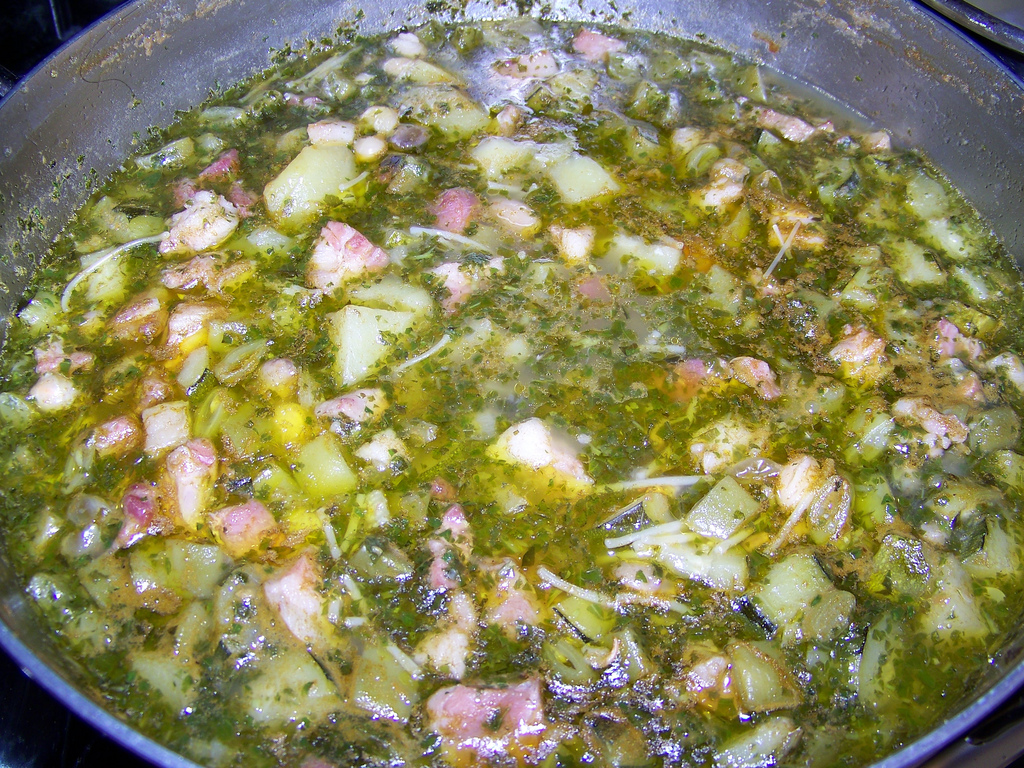
La soupe au pistou.

Le pistou (du provençal pista, issu du latin pistare, « piler, broyer, réduire en pâte » ; pistar en occitan, ) est voisin du pesto (de l'italien pestare, même sens) de la cuisine ligure. Ce dernier contient toutefois des pignons, du parmesan et du pecorino. Le terme pistou désigne en provençal le pilon du mortier qui sert à faire la préparation, et non pas le basilic, qui se dit baseli, ou balicot.
Le basilic perdant énormément de sa saveur à la cuisson, le pistou est généralement mélangé à la soupe au moment du service, ou servi séparément, pour être mélangé directement dans l'assiette par les convives.

## La soupe au pistou selon Jean-Baptiste Reboul
Jean-Baptiste Reboul, est un cuisinier français notamment connu pour son livre La Cuisinière provençale, compilant plus de mille recettes provençales. 
La recette présentée ici, à titre « historique » est  celle tirée de son livre : 
« Cette soupe, d'origine génoise, n'est guère en faveur qu'en Provence ; l'usage en est même très restreint. Mettez dans une marmite deux litres d'eau avec 1/2 kilogramme de haricots verts coupés en petits dés, 3 ou 4 pommes de terre émincées, 2 tomates épluchées et hachées ; assaisonnez et laissez cuire. Aux trois quarts de la cuisson, ajouter 500 g de gros vermicelle et laissez finir de cuire, mais très doucement, afin qu'elle n'attache pas au fond, car cette soupe doit être très épaisse. Au moment de servir, pilez 2 ou 3 gousses d'ail avec une branche de basilic, arrosez de 3 ou 4 cuillères d'huile d'olive, en tournant comme pour former un aïoli clair : délayez cette composition avec 2 cuillères de la soupe, mettez-la ensuite dans la soupière avec une poignée de fromage râpé en bien remuant. »

## De nos jours
Aujourd'hui, la soupe au pistou que l'on rencontre à Nice, ou plus généralement en Provence, a quelque peu évolué. Comme pour de nombreuses recettes, chaque famille, chaque cuisinier a sa méthode. D'une façon générale, elle est composée de légumes frais : haricots (verts, marbrés à écosser blancs et rouges), de courgettes, de pommes de terre et de tomates. Elle n'inclut pas de légumes d'hiver tels que les carottes. Les pâtes, qui sont cuites dans le bouillon, sont épaisses (petits sifflets rayés ou spaghettis coupés), et c'est dans celui-ci que lors du service est dilué le pistou.
Le chef provençal Guy Gedda donne une recette contenant des carottes, des « cocos blancs » (haricots blancs avec cosse), des « cocos rouges », des haricots verts plats, des tomates, des courgettes, des pommes de terre et des coquillettes. Au moment de servir, il y ajoute également le pistou.

## Galerie

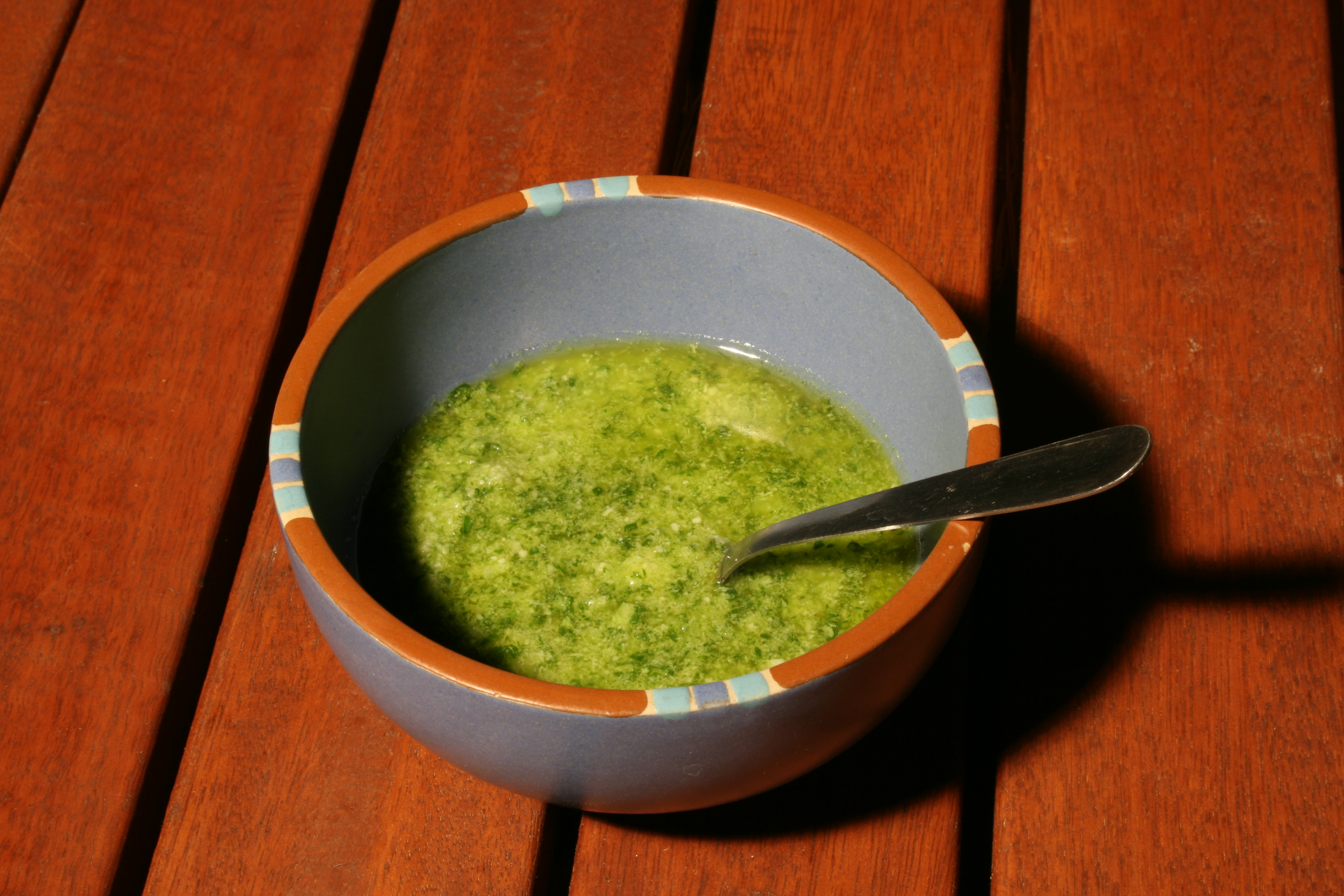
Le pistou.
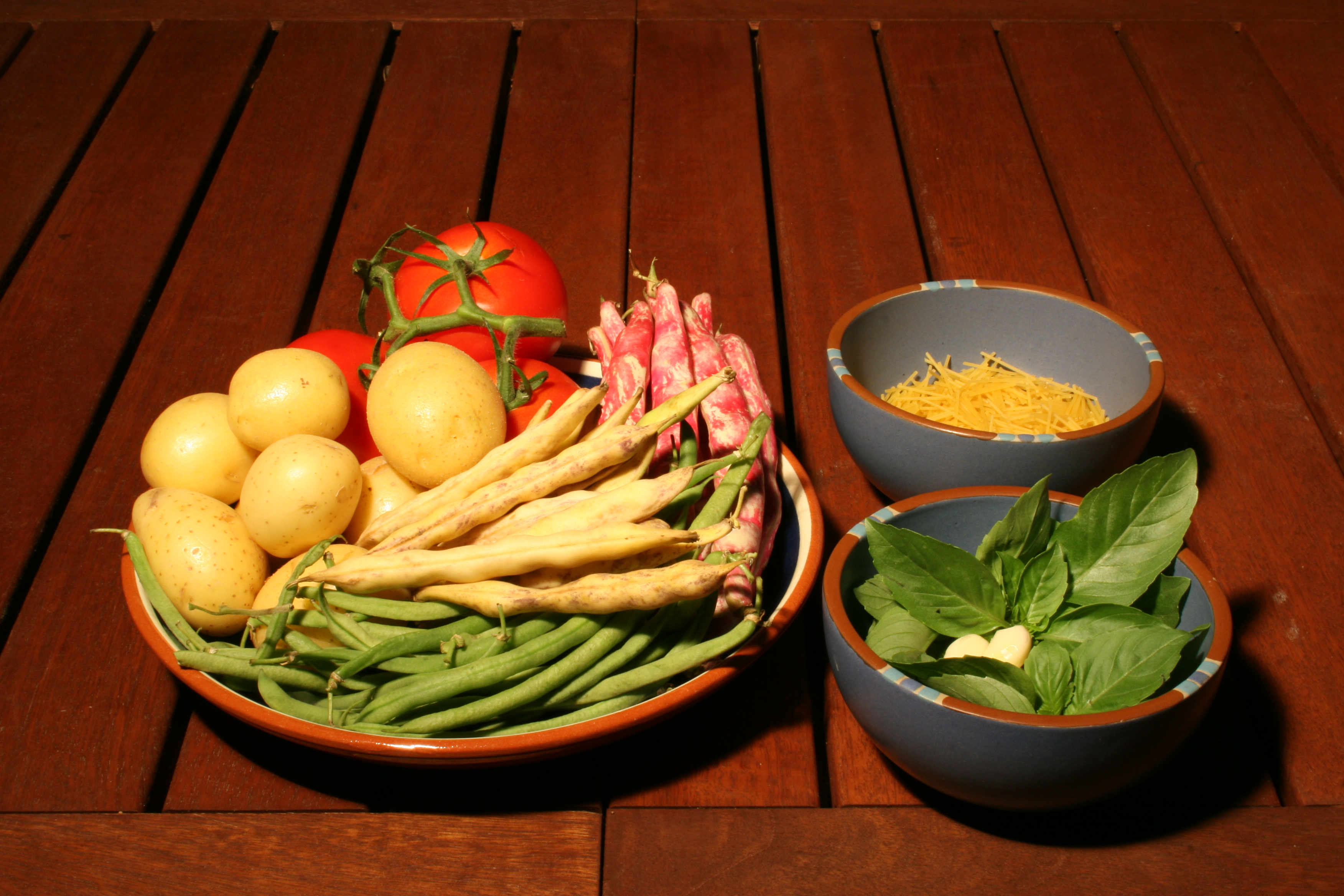
Ingrédients de la soupe au pistou.
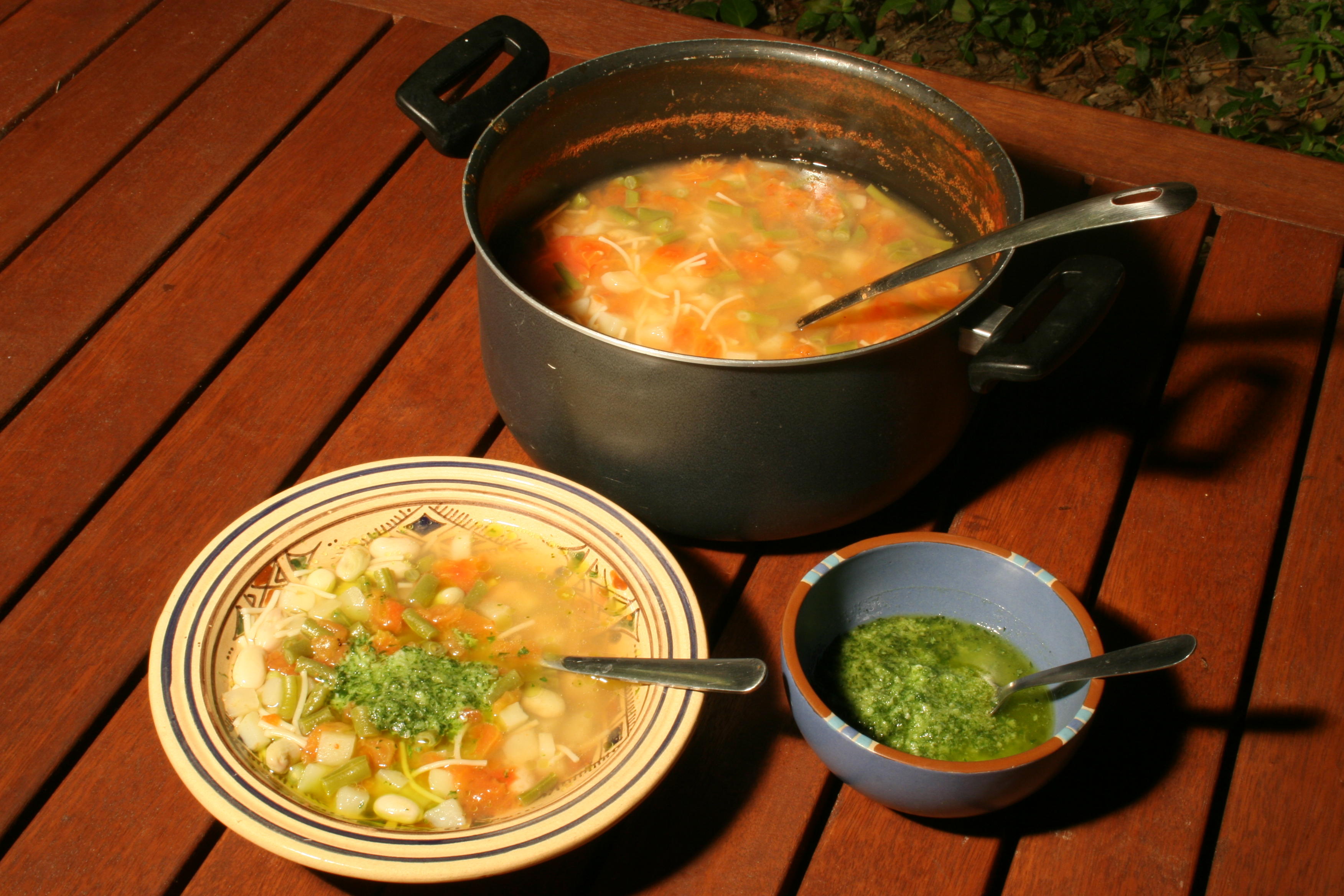
Soupe au pistou.